# Ахтопол
Ахтопол (болг. Ахтопол) — город в Бургасской области, входит в общину Царево. Население составляет 1425 человек. Ахтопол — самый южный болгарский город на Черноморском побережье.
Основан греками из Аполлонии (ныне город Созопол), находившейся 58 км севернее, под именем Авлеон Тихос (греч. Αυλαιον Τειχος). В Византийскую эпоху назывался Агатуполис (греч. Αγαθουπολις). Предположительно, один из немногих городов, остававшихся в руках последнего императора Византии Константина Палеолога. Перешёл к туркам перед осадой и падением Константинополя в 1453 году. Его современное имя восходит к греческому Актополи — прибрежный город.

## Географическое расположение
Ахтопол расположен на скалистом полуострове на берегу моря у подножия горы Странджа, в 14 км к югу от города Царево и в 5 км к северу от устья реки Велека. Является частью природного парка «Странджа».

## История
Ахтопол существовал с эпохи неолита, известно, что в железном веке район населяли фракийские племена. Вероятно, Ахтопол основан около 430 г. до н. э. греческими колонистами из Афин, что связано с действиями Перикла в прибрежных районах. Город стал центром торговли, в нём начали чеканить собственную монету. Сущестет несколько версий происхождения названия города. Одна из них говорит о том, что после варварских вторжений с V—VII веков город восстановлен византийским военачальником Агатоном, который назвал город Агатополис (Agathopolis греч. Αγαθόπολις). Согласно другим источникам, он был назван таким образом уже в 323 году до н. э.
В средние века Агатопол несколько раз включён в территорию Болгарии. Средневековые источники упоминают Ахтопол как живой торговый порт, куда прибывало множество византийских, итальянских и других кораблей. После вторжения Османских войск в конце XIV века город назван Ahtenbolu. В 1898 году Ахтопол состоял из 410 домов, из которых 300 греческих и 110 болгарских. В XIX веке являлся процветающим центром рыболовства и внешней торговли, многие местные жители владели собственными кораблями и продавали товары всему населению Чёрного моря и Средиземного моря. Возделывание виноградников также хорошо развито.
При вспышке войны на Балканах в 1912 году два человека из Ахтопола подались в волонтёры в Македонско-Адрианопольское ополчение. После Балканских войн (1912—1913) город относится к Болгарии. Его греческое население вытесняется, и на их место поселились болгарские беженцы из Восточной Фракии. В 1918 году Ахтопол почти полностью уничтожен огнём, включая старый собор «Успенский». После пожара современный город построен заново. В 1926 году насчитывал 1095 жителей.
В 1912 году в городе и районе проживало:
Греки — 8 050 чел.
Болгары — 1 700 чел.
Турки — 1 250 чел.
Источник: George Sotiriadis: An Ethnological Map Illustrating Hellenism in the and, 1918

### Ахтопол в русской военной истории
В ходе русско-турецкой войны 24 июля 1829 года Агатополь взят отрядом из 2 фрегатов, брига, парохода и 8 гребных судов под общим командованием капитан-лейтенанта Баскакова. В честь взятия города назван русский фрегат «Агатополь», который в ноябре 1834 года вошёл в состав Черноморского флота, участвовал в Кавказской кампании и разобран в 1853 году.

## Политическая ситуация
В местном кметстве Ахтопол, в состав которого входит город Ахтопол, должность кмета (старосты) исполняет Станислав Димитров
(ГЕРБ). Кмет (мэр) общины Царево — Георги Лапчев, по результатам выборов.